# Авраменко, Георгий Александрович
Авраменко Георгий Александрович (настоящие фамилия, имя и отчество Бислис Юрий Станиславович; 1911—1974) — доктор исторических наук, геолог, археолог, краевед.

## Биография
Родился 4 августа 1911 года в г. Ромны. В юности жил в Харькове.
В 1925 году заканчивает 2-х годичную профтехническую школу.
После окончания аспирантуры геологии АН УССР защитил кандидатскую диссертацию на тему: «Палеолит надпорожья».
В 1932 закончил Киевский политехнический институт (геологический факультет).
В 1934 в составе делегации от УССР участвовал в XIV Всемирном конгрессе палеонтологии в Париже. Автор книги «Стратиграфия третичных отложений Украины в Бюллетене по изучению четвертичного периода».
В 1935—1937 гг. — научный сотрудник НИИ истории материальной культуры Харьковского университета.
В 1937 году был арестован. Осужден 21.06.1939 на 10 лет ИТЛ и 5 лет лишения политических прав. Срок отбывал в Норильлаге. Освобождён в 1955 году, жил в Ачинске. Реабилитирован в 1967 году.
В 1956—1964 гг. — научный сотрудник Ачинского краеведческого музея. Исследовал Ачинское городище.
В 1971 году участвовал в раскопках Белоярского поселения в составе экспедиции Кемеровского государственного института культуры под руководством А. В. Циркина.
Открыл Ачинскую палеолитическую стоянку в 1960 году, выполнил рисунки найденных там костяных изделий.

## Публикации
- Авраменко Георгий. Ачинские городища // Енисей. — 1975. — № 3.